# 1894
1894 (MDCCCXCIV) fue un año común comenzado en lunes según el calendario gregoriano.

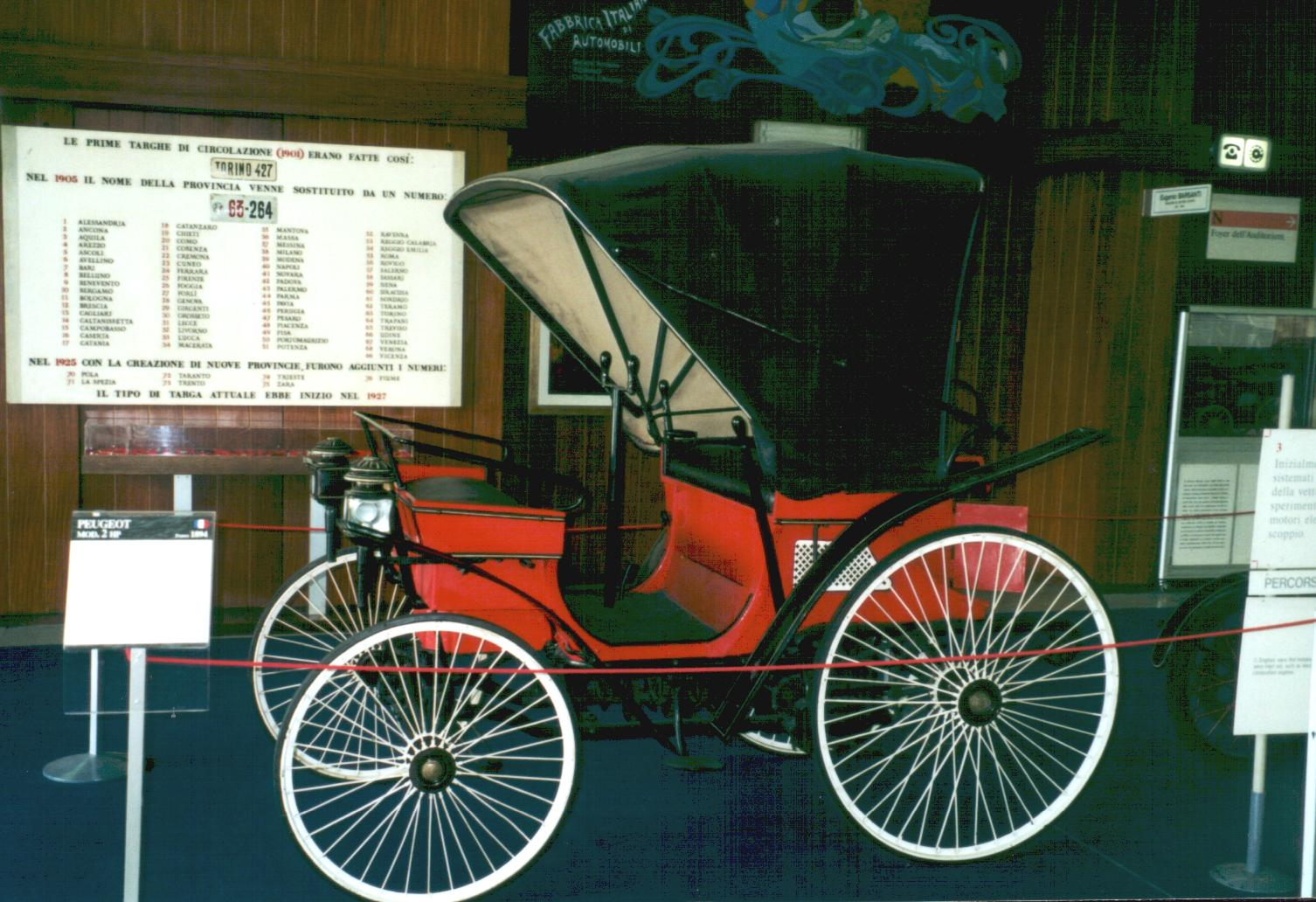
Vehículo del año 1894

## Acontecimientos

### Febrero
- 15 de febrero: en Londres, a las 4:51 GMT, el anarquista francés Martial Boudin intenta destruir el Real Observatorio de Greenwich, con una bomba.
- 17 de febrero: en San Petersburgo se estrena El lago de los cisnes, ballet de Piotr Ílich Chaikovski.
- 27 de febrero: en Bolivia es asesinado mientras llegaba a Uyuni el expresidente de Bolivia Hilarión Daza Groselle

### Marzo
- 12 de marzo: en los Estados Unidos se vende por primera vez Coca Cola en botella.

### Abril
- 1 de abril: en Madrid (España) se inaugura el actual edificio de la Real Academia Española.
- 20 y 27 de abril: Dos terremotos de 6,7 y 6,9 sacuden Grecia dejando un saldo de 255 muertos.
- 29 de abril: en Alemania, el acorazado SMS Kurfürst Friedrich Wilhelm es asignado a la Kaiserliche Marine.

### Mayo
- 14 de mayo: en el sur de Francia se observa una lluvia de meteoros.

### Junio
- 20 de junio: en Tokio, Japón, a las 14:04 se registra un terremoto de 6,6 que deja 31 fallecidos y 157 heridos.
- 23 de junio: en la Sorbona (París) se funda el COI (Comité Olímpico Internacional), por iniciativa de Pierre de Coubertin.

### Julio
- 10 de julio: en Estambul se registra un fuerte terremoto de 7,0 que provoca un tsunami que deja más de 1.300 muertos.
- 14 de julio: en el primer batzoki (sede social) de EAJ/PNV se iza la ikurriña.
- 22 de julio: entre París y Ruan se celebra la primera competición de automóviles.

### Agosto
- 7 de agosto: en Colombia, Miguel Antonio Caro asume como presidente.

### Septiembre
- 17 de septiembre: en el marco de la primera guerra sino-japonesa, una flota japonesa derrota a una flota china en la batalla del río Yalu.

### Octubre
- 15 de octubre: en Francia, Alfred Dreyfus es arrestado, dando inicio al célebre Caso Dreyfus.
- 22 de octubre: en la prefectura de Yamagata (Japón) se registra un terremoto de 7,0 que deja más de 700 fallecidos y 8.000 heridos.
- 27 de octubre: Un terremoto de 7,5 deja alrededor de 100 muertos en la provincia de San Juan en Argentina.

### Noviembre
- 16 de noviembre: los turcos matan a más de 16 000 armenios en el Kurdistán.
- 26 de noviembre: en Rusia, el zar Nicolás II se casa con la zarina Alexandra.

### Diciembre
- 18 de diciembre: en el sur de Australia, las mujeres logran por primera vez el derecho a votar en el Parlamento y ser elegidas.
- En Canadá se desborda el río Fraser. En la localidad de Mission (Columbia Británica), el nivel de agua alcanza los 7,85 m.
- 22 de diciembre: se estrena Prélude à l'après-midi d'un faune, un poema sinfónico para orquesta compuesto Claude Debussy

## Arte y literatura
- Rudyard Kipling: El libro de la selva.

## Ciencia y tecnología
- Guglielmo Marconi descubre la telegrafía sin hilos.
- Louis Lumière inventa el cinematógrafo.

## Deporte
- 18 al 23 de junio: primera sesión del Comité Olímpico Internacional. Se decidió que Atenas sería la sede de los primeros Juegos Olímpicos de la era moderna.
- 6 de junio: en la ciudad de Karlsruhe (Alemania) se funda el club de fútbol Karlsruher SC.
- 22 de julio: en la ciudad de Arequipa (Perú) se funda el club de fútbol Internacional.
- 16 de abril: Se funda el club inglés Manchester City.

## Nacimientos

### Enero
- 1 de enero: Satyendra Nath Bose, físico indio (f. 1974).
- 3 de enero: ZaSu Pitts, actriz estadounidense (f. 1963).
- 8 de enero: San Maximiliano Kolbe, fraile franciscano polaco (f. 1941).
- 15 de enero: José Luis Bustamante y Rivero, presidente peruano (f. 1989).

### Febrero
- 1 de febrero: Agustín Bisio, poeta uruguayo (f. 1952).
- 1 de febrero: John Ford, productor y cineasta estadounidense (f. 1973).
- 1 de febrero: Herman Hupfeld, compositor estadounidense (f. 1951).
- 8 de febrero: Rosita Renard, pianista chilena (f. 1949).
- 10 de febrero: Harold Macmillan, primer ministro británico (f. 1986).

### Marzo
- 2 de marzo: Aleksandr Oparin, bioquímico ruso (f. 1980).
- 4 de marzo: Valero Lecha, pintor español (f. 1976).
- 17 de marzo: Osvaldo Capaz Montes, militar español (f. 1936).
- 26 de marzo: Viorica Ursuleac, soprano austriaca de origen ucraniano (f. 1985).

### Abril
- 9 de abril: Camila Henríquez Ureña, escritora feminista dominicana (f. 1973).
- 13 de abril: Ludvig Irgens-Jensen, compositor noruego (f. 1969).
- 14 de abril: Cristóbal de Losada y Puga, matemático e ingeniero de minas peruano (f. 1961).
- 17 de abril: Nikita Jrushchov político soviético (f. 1971).
- 23 de abril: Cow Cow Davenport, pianista y compositor estadounidense de blues (f. 1956).
- 26 de abril: Rudolf Hess, militar alemán y líder nazi (f. 1987).
- 30 de abril: Vernon Bartlett, político y periodista británico (f. 1983).

### Mayo
- 6 de mayo: Gustavo Cochet, pintor, grabador y escritor argentino (f. 1979).
- 6 de mayo: Horacio Terra Arocena, arquitecto uruguayo (f. 1985).
- 8 de mayo: Miguel Matamoros, músico y compositor cubano (f. 1971).
- 13 de mayo: Ásgeir Ásgeirsson, presidente islandés (f. 1972).
- 16 de mayo: Joan Salvat-Papasseit, poeta futurista español (f. 1924).
- 24 de mayo: Josef von Sternberg, cineasta estadounidense de origen austríaco (f. 1969).

### Junio
- 8 de junio: Erwin Schulhoff, compositor checo (f. 1942).
- 13 de junio: Tay Garnett, director estadounidense (f. 1977).
- 14 de junio: 
  - José Carlos Mariátegui, político peruano (f. 1930).
  - Benito Perojo, director, productor y guionista de cine español (f. 1974).
- 16 de junio: José Amalfitani, dirigente deportivo argentino (f. 1969).
- 23 de junio: Eduardo VIII, rey británico (f. 1972).
- 27 de junio: Antonio Brosa, violinista español (f. 1979).

### Julio
- 1 de julio: Julio Vilamajó, arquitecto uruguayo (f. 1948).
- 2 de julio: André Kertész, fotógrafo húngaro (f. 1985).
- 5 de julio: Ana María Gómez Campos, catedrática y religiosa mexicana (f. 1985).[1]
- 5 de julio: Margarita Nelken, escritora, crítica de arte y política feminista española. (f. 1968).
- 9 de julio: Pyotr Leonidovich Kapitsa, físico ruso, premio nobel de Física en 1978 (f. 1984).
- 13 de julio: Luisa Banti, arqueóloga y escritora italiana (f. 1978).
- 16 de julio: Vicente Lombardo Toledano, filósofo, político y sindicalista mexicano (f. 1968).
- 17 de julio: Georges Lemaître, astrofísico belga (f. 1966).
- 22 de julio: María Sabina, curandera mexicana (f. 1985).
- 26 de julio: Aldous Huxley, escritor británico (f. 1963).

### Agosto
- 2 de agosto: Curt Backeberg, botánico alemán (f. 1966).
- 8 de agosto: Emiliano R. Fernández, poeta, músico y soldado paraguayo. (f. 1949).
- 28 de agosto: Karl Böhm, director de orquesta austriaco (f. 1981).

### Septiembre
- 10 de septiembre: Alexandr Dovzhenko, guionista, productor y cineasta ucraniano (f. 1956).
- 13 de septiembre: J. B. Priestley, escritor y dramaturgo británico (f. 1984).
- 18 de septiembre: Ermilo Abreu Gómez, escritor, periodista e historiador mexicano (f. 1971).

### Octubre
- 4 de octubre: Józef Beck, político polaco (f. 1944).
- 11 de octubre: Luis Ángel Firpo, boxeador argentino (f. 1960).
- 15 de octubre: Moshé Sharet, político y primer ministro israelí (f. 1955).
- 17 de octubre: Pablo de Rokha, poeta chileno (f. 1968).
- 20 de octubre: Olive Thomas, actriz estadounidense (f. 1920).
- 27 de octubre: John Lennard-Jones, matemático y profesor de universidad británico (f. 1954).

### Noviembre
- 6 de noviembre: Vicente Rosales y Rosales, poeta y periodista salvadoreño. (f. 1980).
- 19 de noviembre: María Wiesse, poetisa, escritora, ensayista, antologadora y difusora cultural peruana. (f. 1964).

### Diciembre
- 14 de diciembre: Joaquín Zamacois, compositor chileno (f. 1976).
- 24 de diciembre: Georges Guynemer, aviador francés (f. 1917).

## Fallecimientos
- 1 de enero: Heinrich Rudolf Hertz, físico alemán (n. 1857).
- 4 de febrero: Adolphe Sax, lutier e inventor belga (n. 1814).
- 11 de febrero: Emilio Arrieta, compositor español (n. 1821).
- 12 de febrero: Hans von Bülow, pianista y director de orquesta alemán (n. 1830).
- 21 de febrero: Gustave Caillebotte, pintor francés (n. 1848).
- 27 de febrero: Dámaso Zabalza, compositor y pianista español (n. 1835).
- 4 de marzo: Arístides Rojas, periodista y médico venezolano (n. 1896).
- 20 de marzo: Lajos Kossuth, político húngaro (n. 1802).
- 11 de junio: Federico Madrazo, pintor español (n. 1815).
- 9 de julio: Juventino Rosas, músico mexicano (n. 1868).[2]
- 17 de julio: Leconte de Lisle, poeta francés (n. 1818).
- 30 de julio: Walter Pater, escritor e historiador del arte británico (n. 1839).
- 18 de septiembre: Rafael Núñez, escritor y político colombiano (n. 1825).
- 19 de octubre: Carlos Holguín Mallarino, político colombiano, presidente entre 1888 y 1892 (n. 1832).
- 24 de octubre: Alejandro III, zar ruso (n. 1845).
- 4 de noviembre: Manuel Payno, escritor, periodista, político y diplomático mexicano. (n. 1820).[3]
- 3 de diciembre: Robert Louis Stevenson, escritor británico (n. 1850).
- 13 de diciembre: Juan León Mera Martínez, escritor, pintor y político ecuatoriano (n. 1832).